# Most do Terabithii (powieść)
Most do Terabithii – powieść fantasy dla młodzieży napisana w 1977 przez Katherine Paterson.

## Fabuła
Jedenastoletni Jesse Oliver Aarons mieszka w Lark Creek na peryferiach Stanów Zjednoczonych wraz z rodzicami. Ma cztery siostry. Matka zajmuje się najmłodszą córeczką i całym gospodarstwem. Ojciec nie ma czasu dla Jessa. Rozpieszcza dwie młodsze córki i nie potrafi okazać emocji synowi. Najważniejszym obowiązkiem Jessa jest dojenie krowy, Panny Bessie. Pasją Jessa jest rysowanie obrazków w zeszycie. Nikt nie popiera jego ambicji rysowniczych, poza małą Maybelle i panną Edmunds, nauczycielką muzyki.

## Kontrowersje wokół książki
Powieść zdobyła wielu czytelników, głównie dzięki filmowi nakręconemu przez twórców Opowieści z Narnii, jednakże wzbudziła również kilka kontrowersji wokół niektórych tematów w niej poruszanych:
- Rodzice Jessa chodzili do Kościoła tylko raz do roku na Wielkanoc. Spowodowane to było tym, że pani Aarons pokłóciła się z pastorem. Pomimo to nie przeszkadza to im wychowywać dzieci w religijności, co objawia się m.in. tym, że Jesse i May Belle składają przysięgę na Biblię.
- Leslie mówi do swoich rodziców po imieniu (Judy i Bill). Z książki wynika również, że Burke’owie to ateiści (autorka nie pisze tego wprost, ale można się tego domyślić, gdyż Leslie mówi, że nigdy nie była jeszcze w kościele).
- Jesse pałał ogromną miłością do swojej nauczycielki, panny Edmunds. Marzył nawet, że jak dorośnie to będzie z nią żył jako mąż i żona.
- Leslie i Jesse używają czasem w powieści prostackiego, a dwa razy nawet wulgarnego języka.
- Główna bohaterka na końcu powieści umiera, łamiąc tym samym konwencje powieści przygodowej, że główny bohater nie może zginąć.
- Kontrowersyjna niektórym czytelnikom wydaje się rozmowa o Bogu pomiędzy Jessem, Leslie i May Belle.

## Ekranizacja
Powstały dwie ekranizacje powieści. Pierwsza, telewizyjna z 1985 dziś już jest niemal całkowicie zapomniana. Druga z 2007 natomiast zdobyła ogromną popularność i zachęciła wielu widzów do przeczytania książki. W filmie wprowadzono kilka zasadniczych zmian: Leslie jest postacią właściwie bez skazy (w książce taka nie jest), Joyce Ann to mały niemowlak (choć w książce ma już cztery latka), miłość Jess'a do panny Edmunds nie jest pokazana dokładnie, przez co można się jej jedynie domyślać. Poza tym w filmie dużą rolę odgrywa wyobraźnia głównych bohaterów: są wyraźnie pokazani ich wrogowie w Terabithii, którzy są uosobieniem ich szkolnych wrogów, a także są też ukazani dobrzy mieszkańcy Terabithii (w książce takich stworów jak w filmie nie ma, zaś Leslie i Jesse toczą raz walkę z niewidzialnymi wrogami, ale nie są ci wrogowie opisani). W rolach głównych wystąpili: Josh Hutcherson jako Jesse, AnnaSophia Robb jako Leslie, Bailee Madison jako Maybelle i Robert Patrick jako pan Aarons.